# Year Zero Remixed
Year Zero Remixed (назва стилізована під leet:Y34RZ3R0R3M1X3D) — четвертий альбом реміксів американського індастріал-гурту Nine Inch Nails, випущений 20 листопада 2007 року в США і 26 листопада 2007 року у Великій Британії. Альбом включає в себе реміксування версії композицій з шостого студійного альбому гурту Year Zero. Year Zero Remixed — останній альбом Nine Inch Nails, реліз якого відбувся на лейблі Interscope Records. Після виходу Year Zero Remixed Трент Резнор заявив, що з цього часу гурт буде розвиватися незалежно від звукозаписних компаній.

## Версії альбому
Альбом був випущений в трьох форматах: версія для скачування, комплект CD/DVD та грамплатівка. DVD включає в себе вихідний матеріал всіх композицій альбому Year Zero для реміксування за допомогою музичного програмного забезпечення GarageBand та Ableton Live. Також на диску представлені демоверсія Ableton Live та окремі семпли в форматі WAV (44100 Гц) для використання в інших програмах як Cakewalk Sonar або Pro Tools.

## Список композицій

### CD/DVD та викачувана версія
| #   | Назва                                           | реміксування                              | Тривалість |
| --- | ----------------------------------------------- | ----------------------------------------- | ---------- |
| 1.  | «Gunshots by Computer»                          | Сол Вільямс                               | 1:43       |
| 2.  | «The Great Destroyer»                           | Modwheelmood                              | 4:19       |
| 3.  | «My Violent Heart»                              | Pirate Robot Midget                       | 2:34       |
| 4.  | «The Beginning of the End»                      | Ladytron                                  | 4:20       |
| 5.  | «Survivalism» (Survivalism_Tardusted)           | Сол Вільямс                               | 4:19       |
| 6.  | «Capital G» (Capital G: Phones 666 Revolutions) | Пол Епворт (Phones)                       | 7:26       |
| 7.  | «Vessel»                                        | Білл Ласвелл                              | 6:10       |
| 8.  | «The Warning» (The Warning: Real World Remix)   | Стефан Гудчайлд при уч. Дуду Н'Діайе Роуз | 3:43       |
| 9.  | «Meet Your Master»                              | The Faint                                 | 3:35       |
| 10. | «God Given»                                     | Стівен Морріс та Джилліан Гілберт         | 4:27       |
| 11. | «Me, I'm Not»                                   | Олоф Драйер                               | 14:00      |
| 12. | «Another Version of the Truth»                  | Kronos Quartet та Енріке Гонзалез Мюллер  | 4:25       |
| 13. | «In This Twilight»                              | Крістіан Феннеж (Fennesz)                 | 4:37       |
| 14. | «Zero-Sum»                                      | Стівен Морріс та Джилліан Гілберт         | 5:38       |

### Вініл
(Примітка: Одна з грамплатівок має лише одну сторону для програвання.)
| Сторона A | Сторона A                                                          | Сторона A           | Сторона A  |
| #         | Назва                                                              | Реміксування        | Тривалість |
| --------- | ------------------------------------------------------------------ | ------------------- | ---------- |
| 1.        | «Gunshots by Computer" a.k.a. "Hyperpower! (Gunshots by Computer)» | Сол Вільямс         | 1:43       |
| 2.        | «The Great Destroyer»                                              | Modwheelmood        | 4:19       |
| 3.        | «My Violent Heart»                                                 | Pirate Robot Midget | 2:34       |
| 4.        | «The Beginning of the End»                                         | Ladytron            | 4:21       |
| 5.        | «Capital G" a.k.a. "Capital G: Epworth Phones 666 Revolutions»     | Пол Епворт (Phones) | 7:26       |

| Сторона B | Сторона B                                            | Сторона B                                | Сторона B  |
| #         | Назва                                                | Реміксування                             | Тривалість |
| --------- | ---------------------------------------------------- | ---------------------------------------- | ---------- |
| 1.        | «The Warning" a.k.a. "The Warning: Real World Remix» | Стефан Гудчайлд за уч. Дуду Н'Діайе Роуз | 3:44       |
| 2.        | «Meet Your Master»                                   | The Faint                                | 3:35       |
| 3.        | «God Given»                                          | Стівен Морріс і Джилліан Гілберт         | 4:28       |
| 4.        | «Vessel [Mix 1]»                                     | Білл Ласвелл                             | 9:23       |

| Сторона C | Сторона C     | Сторона C    | Сторона C  |
| #         | Назва         | Реміксування | Тривалість |
| --------- | ------------- | ------------ | ---------- |
| 1.        | «Capital G»   | Switch       | 5:00       |
| 2.        | «Me, I'm Not» | Олоф Драйер  | 14:01      |

| Бік D | Бік D                                                              | Бік D              | Бік D      |
| #     | Назва                                                              | реміксування       | Тривалість |
| ----- | ------------------------------------------------------------------ | ------------------ | ---------- |
| 1.    | «The Good Soldier" a.k.a. "The Good Soldier: (Friend or Faux 001)» | Сем Фог (Interpol) | 8:05       |
| 2.    | «Vessel [Mix 2]»                                                   | Білл Ласвелл       | 12:58      |

| Бік E | Бік E                          | Бік E                                    | Бік E      |
| #     | Назва                          | реміксування                             | Тривалість |
| ----- | ------------------------------ | ---------------------------------------- | ---------- |
| 1.    | «Capital G»                    | Ladytron                                 | 5:04       |
| 2.    | «Another Version of the Truth» | Kronos Quartet та Енріке Гонзалез Мюллер | 4:25       |
| 3.    | «In This Twilight»             | Крістіан Феннеж (Fennesz)                | 4:37       |
| 4.    | «Zero-Sum»                     | Стівен Морріс та Джилліан Гілберт        | 5:39       |